# Illa de Formentor
Illa de Formentor ist eine unbewohnte spanische Insel im westlichen Mittelmeer, gelegen direkt vor Nordostküste von Mallorca. Sie gehört zum Gemeindegebiet von Pollença.
Die Insel liegt etwa 100 Meter vor der Südküste der Halbinsel Formentor in der Bucht Badia de Pollença. Sie erstreckt sich in Nordwest-Südost-Richtung und misst ungefähr 600 Meter. Die maximale Breite beträgt etwa 200 Meter; der höchste Punkt der Insel erreicht eine Höhe von 38 Metern.